# Einar Nickelsen
Einar Nickelsen (* 30. Dezember 2002 in Kopenhagen, Dänemark) ist ein dänischer Handballspieler, der für den deutschen Zweitligisten VfL Lübeck-Schwartau aufläuft.

## Karriere
Nickelsen, Sohn eines Deutschen und einer Dänin, spielte ab dem Jahr 2014 in der Jugendabteilung des dänischen Vereins FIF. In der Saison 2021/22 gehörte der Rückraumspieler sowohl dem Kader der U-19-Mannschaft als auch dem Kader der Zweitligamannschaft von FIF an. Während Nickelsen mit der U-19-Mannschaft dänischer Vizemeister wurde, erzielte er 61 Treffer für die Herrenmannschaft. 
In der darauffolgenden Spielzeit lief Nickelsen nur noch für die Herrenmannschaft von FIF auf, für die er 105 Treffer in 23 Zweitligaspielen warf. Seit der Saison 2023/24 steht er beim deutschen Zweitligisten VfL Lübeck-Schwartau unter Vertrag.